# 오시마촌 (나가사키현)
오시마촌(大島村)은 나가사키현 기타마쓰우라군의 옛 촌이다. 
2005년 10월 1일에는 히라도시・ 다비라정, 이키쓰키정을 합병해 새로운 히라도시가 되어 소멸하였다.  소멸하기 전에는 나가사키현의 유일한 촌이였다.

## 역사
- 1889년 4월 1일 - 정촌제 실시에 의해 오시마촌이 성립하였다.
- 2005년 10월 1일 - 히라도시, 다비라정, 이키쓰키정과 신설합병해 새로운 히라도시가 되었다. 이 결과 나가사키현내 촌은 소멸하였다.